# تجزیه و تحلیل احساسات
تحلیل احساسات (Sentiment analysis) که همچنین به آن عنوان نظرکاوی گویند، به دنبال پیدا کردن نگرش، نظر یا عقیده نویسنده متن درباره‌ی یک موضوع، موجودیت، سازمان، نهاد و ... میباشد. تحلیل احساسات فرآیند خودکاری است که قطبیت متن را بر اساس مثبت، منفی و یا خنثی بودن پیش‌بینی می‌کند. مساله تحلیل احساسات را بر حسب میزان جزئیات مورد بررسی مساله می‌توان در سه سطح تقسیم‌بندی کرد. در این تقسیم‌بندی هر چه به سمت پایین‌تر می‌رویم میزان بررسی جزئیات تحلیل احساسات بیشتر و با مساله سخت‌تری سروکار داریم
- سطح سند: سند را می‌توان مجموعه‌ای از جمله‌ها در نظر گرفت. در این سطح، کل سند در مورد یک موجودیت و داری یک قطبیت، مثبت یا منفی در نظر گرفته می‌شود؛ در تحلیل سطح ‌سند فرض بر این است که نظرات تمام متن فقط شامل یک موضوع است. روشن است که در بسیاری از موارد این معقول نخواهد بود.

- سطح جمله: در این سطح، تحلیل روی جمله‌ها با این فرض که جمله در مورد یک موجودیت و قطبیت جمله مثبت یا منفی می‌باشد انجام می‌گیرد. این سطح هم نمی‌تواند جنبه‌های مختلف از یک موجودیت را تحلیل کند. برای مثال، در جمله "این گوشی طراحی خیلی جذابی دارد اما خیلی گران است" هم قطبیت مثبت نسبت به طراحی و هم قطبیت منفی در مورد هزینه دارد. این سطح فقط هنگامی مناسب خواهد بود که جمله دارای یک نظر باشد نه جملات شامل چندین نظر متفاوت.

- سطح جنبه: برای بررسی دقیق‌تر و فائق آمدن به این کاستی‌ها تحلیل احساسات جنبه‌محور که همچنین تحلیل احساسات ویژگی‌محور هم نامیده می‌شود، مطرح گردید که به بررسی جنبه‌ها یا ویژگی‌های گوناگون موجودیت‌ها و تحلیل احساس آنها می‌پردازد. در این سطح از تحلیل احساسات ابتدا موضوعات، موجودیت‌ها و جنبه‌های بیان شده در متن شناسایی و استخراج شده، سپس به تحلیل احساس برای هر کدام از جنبه‌ها می‌پردازد. این رویکرد با شناسایی جنبه‌ها و موضوعات بیان شده نویسنده، اطلاعات کاملی را در اختیار ما می‌گذارد.

1. ↑  میلاد وزان، تحلیل احساسات کاربران رسانه‌های اجتماعی برای تشخیص قطبیت نظرات با استفاده از روش‌های یادگیری عمیق، دانشگاه تبریز، 1399.
2. ↑  Vazan, Milad; Razmara, Jafar (2021-10-17). "Jointly Modeling Aspect and Polarity for Aspect-based Sentiment Analysis in Persian Reviews". arXiv:2109.07680 [cs].
3. ↑  "(PDF) Joint Learning for Aspect and Polarity Classification in Persian Reviews Using Multi-Task Deep Learning". ResearchGate (به انگلیسی).
4. ↑  "(PDF) A Novel Approach for Enhancing Sentiment Classification of Persian Reviews Using Convolutional Neural Network and Majority Voting Classifier". ResearchGate (به انگلیسی). Retrieved 2021-12-21.